# ایستگاه راه‌آهن فرودگاه گاتویک
ایستگاه راه‌آهن فرودگاه گاتویک (انگلیسی: Gatwick Airport railway station) یک ایستگاه راه‌آهن در فرودگاه گاتویک، انگلستان است.
این ایستگاه که در سال ۱۹۵۸ تأسیس شده جزئی از خط‌های تیمزلینک، خط اصلی برایتون و گاتویک اکسپرس است.

## نگارخانه

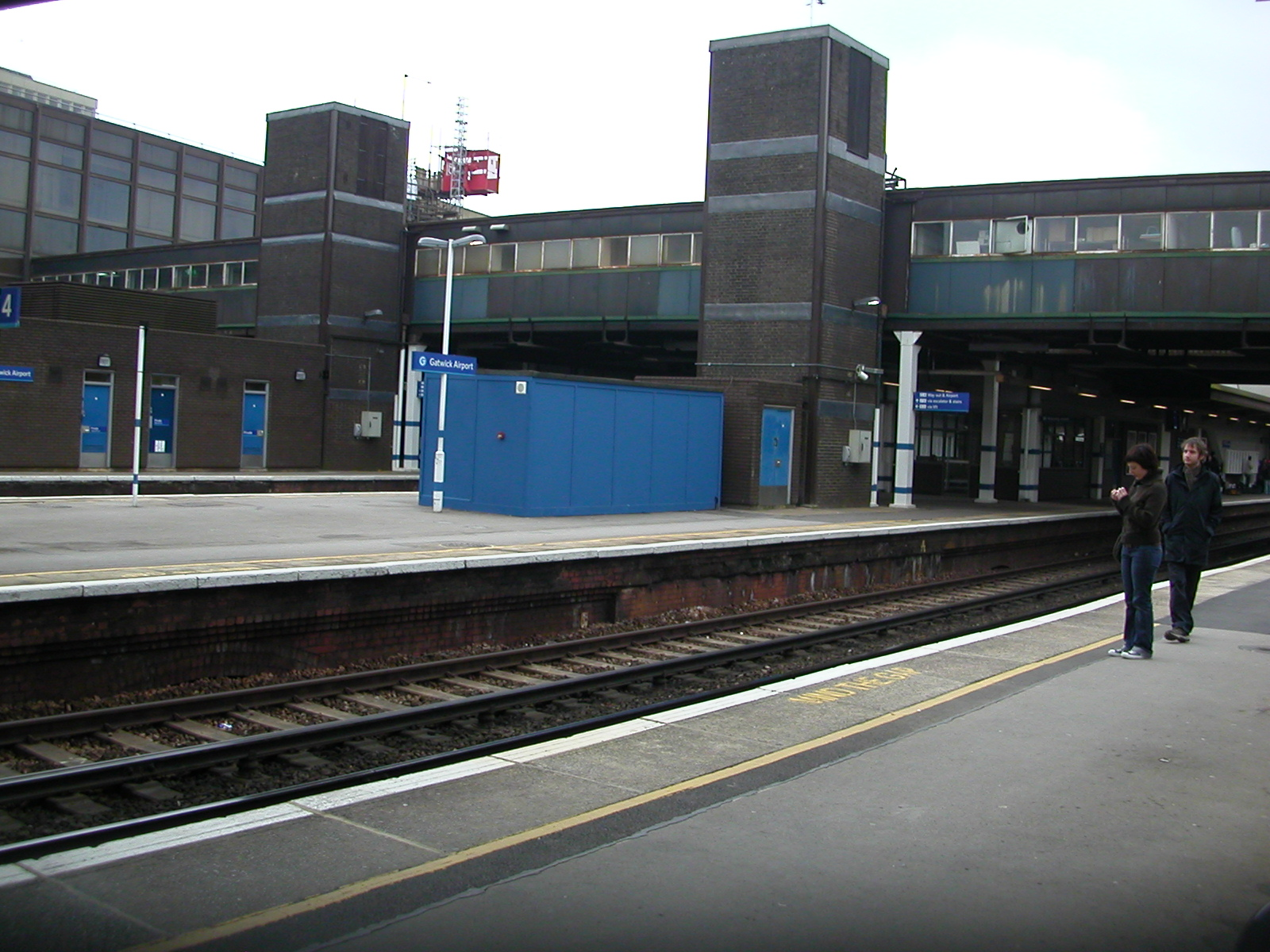
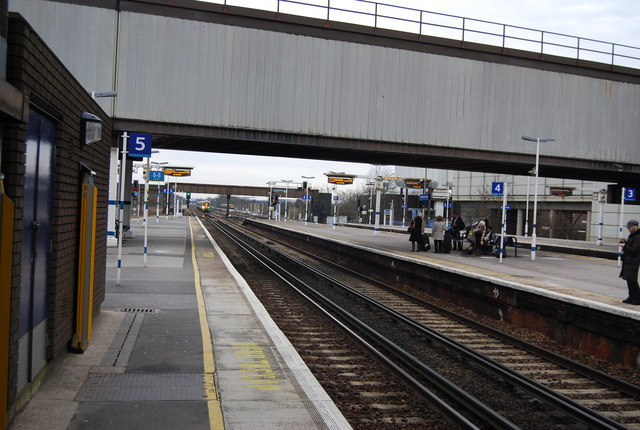